# Вінницькі Івани
Ві́нницькі Івани́ — село у Богодухівській міській громаді Богодухівського району Харківської області України.
Населення — близько 650 чоловік. До 2020 Вінницько-Іванівській сільській раді були підпорядковані села: Вінницькі Івани, Дегтярі, Коротке. Поштове відділення — Вінницько-Іванівське. У сільськогосподарському підприємстві розвинуте тваринництво, вирощуються зернові і технічні культури.

## Географія
Село Вінницькі Івани знаходиться на обох берегах річки Івани. Село витягнуто вздовж річки на 6 км. На відстані 1 км знаходяться села Дегтярі і Мусієнки (зняте з обліку в 1997 році). Нижче за течією село Корбині Івани. Поруч проходить автомобільна дорога Р45. До районного центру та залізничної станції Богодухів — 17 км.

## Історія
Засноване село у другій половині 19 століття переселенцями з міста Богодухова та з Полтавщини.
Село постраждало внаслідок геноциду українського народу, проведеного урядом СССР в 1932—1933 роках, кількість встановлених жертв в Семенівярській сільській раді — 437 людей.
12 червня 2020 року, відповідно до розпорядження Кабінету Міністрів України № 725-р «Про визначення адміністративних центрів та затвердження територій територіальних громад Харківської області», село увійшло до Богодухівської міської громади.
19 липня 2020 року, в результаті адміністративно-територіальної реформи та ліквідації Богодухівського району (1923—2020), село увійшло до складу новоутвореного Богодухівського району Харківської області.

## Сьогодення
У селі працює приватне сільськогосподарське підприємство ім. Т. Г. Шевченка (голова — Євтушенко Володимир Михайлович), яке виробляє продукцію зерно, буряк, молоко.

## Населення

### Мова
Розподіл населення за рідною мовою за даними :
| Мова       | Кількість | Відсоток |
| ---------- | --------- | -------- |
| українська | 276       | 96.17%   |
| російська  | 11        | 3.83%    |
| Усього     | 287       | 100%     |